# Vrouwenmarathon van Tokio 2000
run:
De Vrouwenmarathon van Tokio 2000 was een marathon voor eliteloopsters op zondag 19 november 2000. In deze 22e editie van de Tokyo International Women's Marathon kwam de Keniaanse Joyce Chepchumba als eerste over de streep, in 2:24.02. De beste Nederlandse was Nadezhda Wijenberg met een tijd van 2:32.20.

## Uitslagen
| rang   | naam                | land | tijd    |
| ------ | ------------------- | ---- | ------- |
| Goud   | Joyce Chepchumba    | KEN  | 2:24.02 |
| Zilver | Reiko Tosa          | JPN  | 2:24.47 |
| Brons  | Derartu Tulu        | ETH  | 2:26.38 |
| 4      | Malgorzata Sobanska | POL  | 2:27.52 |
| 5      | Junko Kataoka       | JPN  | 2:28.20 |
| 6      | Alina Ivanova       | RUS  | 2:28.49 |
| 7      | Mineko Yamanouchi   | JPN  | 2:28.51 |
| 8      | Yan-rong Wang       | CHN  | 2:30.23 |
| 9      | Masako Koide        | JPN  | 2:30.50 |
| 10     | Nadezhda Wijenberg  | NED  | 2:32.20 |
| 11     | Yukari Komatsu      | JPN  | 2:32.35 |
| 12     | Cristina Pomacu     | ROU  | 2:32.52 |
| 13     | Ryoko Kitajima      | JPN  | 2:33.18 |
| 14     | Miina Ogawa         | JPN  | 2:35.48 |
| 15     | Hideko Yoshimura    | JPN  | 2:37.50 |
| 16     | Chihiro Tanaka      | JPN  | 2:38.24 |
| 17     | Ornella Ferrara     | ITA  | 2:39.38 |
| 18     | Martha Tenorio      | ECU  | 2:43.01 |
| 19     | Kaori Shinjo        | JPN  | 2:43.26 |
| 20     | Makiko Hotta        | JPN  | 2:43.55 |
| 21     | Harumi Matsumoto    | JPN  | 2:44.29 |
| 22     | Naoko Hatase        | JPN  | 2:44.30 |
| 23     | Mie Honda           | JPN  | 2:45.15 |
| 24     | Junko Maeda         | JPN  | 2:47.08 |
| 25     | Hiromi Azuma        | JPN  | 2:47.51 |

Tokyo International Marathon (alleen mannen)

1981 · 1982 · 1983 · 1984 · 1985 · 1986 · 1987 · 1988 · 1989 · 1990 · 1991 · 1992 · 1993 · 1994 · 1995 · 1996 · 1997 · 1998 · 1999 · 2000 · 2001 · 2002 · 2003 · 2004 · 2005 · 2006

Tokyo International Women's Marathon (alleen vrouwen)

1979 · 1980 · 1981 · 1982 · 1983 · 1984 · 1985 · 1986 · 1987 · 1988 · 1989 · 1990 · 1991 · 1992 · 1993 · 1994 · 1995 · 1996 · 1997 · 1998 · 1999 · 2000 · 2001 · 2002 · 2003 · 2004 · 2005 · 2006 · 2007 · 2008

Tokyo Marathon (beide)

2007 · 2008 · 2009 · 2010 · 2011 · 2012 · 2013 · 2014 · 2015 · 2016 · 2017 · 2018 · 2019 · 2020 · 2021 · 2022 · 2023 · 2024